# Пялья
Пялья — река в России, протекает по Тосненскому району Ленинградской области. Устье реки находится в 54 км от устья реки Тосны по правому берегу, Исток — западнее деревни Мельница. Длина реки составляет 9 км.
В 5 км от устья, по правому берегу реки впадает река Суватель.

## Населённые пункты
- Посёлок Тарасово
- Деревня Мельница

## Данные водного реестра
По данным государственного водного реестра России относится к Балтийскому бассейновому округу, водохозяйственный участок реки — Нева, речной подбассейн реки — Нева.
Код объекта в государственном водном реестре — 01040300312102000008838.